# Buckshot Roulette
Buckshot Roulette — настольная компьютерная игра, разработанная и опубликованная независимым разработчиком Майком Клубникой на itch.io в 2023 году. Он разработал её на игровом движке Godot и самостоятельно написал саундтрек.
4 апреля 2024 года игра вышла в сервисе Steam. Buckshot Roulette получила высокую оценку от критиков.

## Игровой процесс
Игровой процесс представляет собой модифицированную русскую рулетку. Действия Buckshot Roulette разворачиваются в ночном клубе с загадочным существом, именующим себя Дилер. Используя помповое ружье (вместо традиционного револьвера), игроку необходимо перехитрить соперника.
Игра состоит из трёх раундов. В начале каждого Дилер, управляемый искусственным интеллектом, заряжает дробовик определённым количеством красных (боевых) и синих (пустых) патронов в случайном порядке. Затем игрок решает, в кого стрелять: в Дилера или в себя. Если патрон был боевым, то либо игрок, либо Дилер теряет жизнь. Если гильза была пустой, то игрок либо продолжает свой ход (если выстрелил в себя), либо передаёт дробовик противнику. У обоих участников игры есть определённое количество жизней: две в первом раунде, четыре во втором и пять в третьем. За каждый выстрел боевым патроном, выпущенным участником в себя, вычитается одна жизнь (как у игрока, так и у Дилера). Сторона, которая первой израсходует все свои жизни, проигрывает раунд. Игрок и Дилер могут возрождаться бесконечно в течение первых двух матчей, но в последнем включается режим «внезапной смерти».
Начиная со 2-го раунда каждому из участников выдаётся набор предметов, каждый из которых даёт различные преимущества, например, увеличительное стекло показывает текущий патрон, а сигареты восстанавливают здоровье.
Обновление 1.1, выпущенное 12 января 2024 года, добавило новый игровой режим под названием «Всё или ничего». В начале каждого раунда задаётся случайное количество предметов вместе со случайным количеством жизней. После победы над Дилером игроку предлагается либо закончить и забрать выигрыш, либо удвоить ставку.

## Отзывы
| Сводный рейтинг    | Сводный рейтинг |
| Агрегатор          | Оценка          |
| ------------------ | --------------- |
| Metacritic         | 85/100          |
| Иноязычные издания |                 |
| Издание            | Оценка          |
| Hardcore Gamer     | [ 7 ]           |
| TouchArcade        | 4,5/5           |

Buckshot Roulette получила положительные отзывы критиков. Михаил Маднани из TouchArcade назвал игру «потрясающим и коротким опытом», который он, тем не менее, «не может порекомендовать, если вам не нравится [индустриальная] эстетика». Рецензент Rock, Paper, Shotgun сравнил проект с Inscryption, отметив, что в них обоих есть «предметы, которые позволяют менять [внутриигровые] правила», а также «дьявольский соперник».
В начале 2024 года Buckshot Roulette завоевала популярность в социальных сетях. За первые четыре месяца было продано более 1 миллиона копий. К июлю 2024 года продажи превысили 2 миллиона копий, а в декабре 2024 года издатель и разработчик сообщили, что общее количество проданных копий игры превысило 4 миллиона.